# Zuiderduintjes
Zuiderduintjes (littéralement : les petites dunes du sud) est une petite île côtière néerlandaise de la mer des Wadden. Elle fait partie des îles de la Frise Occidentale et est rattachée à la commune de Het Hogeland. L'île, guère plus qu'un banc de sable, se situe entre l'île de Rottumeroog et la côte de Groningue. Zuiderduintjes est un reste de la partie sud de Rottumeroog, île beaucoup plus grande au Moyen Âge qu'aujourd'hui. Avec cette dernière et l'île de Rottumerplaat, elle est d'ailleurs connue sous un nom commun aux trois îles : Rottum.
Zuiderduintjes est inhabitée. Zone préservée pour les phoques et les oiseaux marins, son accès est interdit. Elle appartient à la Régie néerlandaise des forêts (Staatsbosbeheer).